# Olea brachiata
Espèce
Classification phylogénétique
Olea brachiata (Lour.) Merr. (en langue chinoise translittérée  : bi mu xi lan) est une espèce de plantes à fleurs du genre Olea et de la famille des Oleaceae. C'est un arbuste de 1 à 9 m qui pousse en Chine et dans des pays voisins.

## Description botanique

### Appareil végétatif
C'est un buisson ou un arbuste de 1,5 à 10 m de haut. Il est polygamodïoque. Les jeunes rameaux sont finement et parfois parsemés-pubérulents. Les feuilles sont ± coriaces.
Le pétiole des feuilles mesure de 3 à 5 mm, il est pubérulent. Le limbe des feuilles est elliptique ou elliptique-lancéolé, largement ainsi ou ovale, (3 -)5 - 6(- 9) par (1.2 -)2.5 - 3(- 4) cm, coriace, glabre à l'exception de la nervure centrale pubérulente vers la base éloignée de l'axe, la base cunéiforme, la marge irrégulièrement dentelée sur la moitiè distale, les dents aigües ou émoussées, de 0.5 mm ou rarement entières, l'apex acuminé ou courtement caudato-acuminé ; les nervures primaires de 5 à 7 de chaque côté de la nervure médiane, souvent sombre.

### Appareil reproducteur

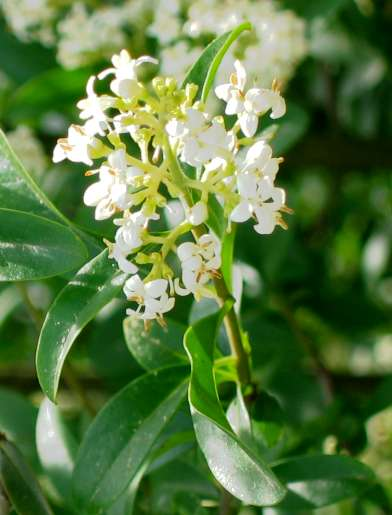
Inflorescence d'Oleacée en panicule.

Les inflorescences sont axillaires, paniculée, de 0,5 à 3 cm, pubérulentes ou glabres. Les fleurs sont souvent groupée en sous-ombelles. Les fleurs bisexuées ont un pédicelle de  1 à 1,5 mm, pubescent ou glabrescent. Le calice mesure 1 mm, pubérulent. La corolle est blanche, de 2 à 2,5 mm, les lobes sont ovales-orbiculaires, de 0,5 à 1 mm. Le fruit est une drupe, la couleur mûrissante pourpre-noir ou bleu-purpurescent, globuleux, de  5 à 7 mm de diamètre. La floraison a lieu d'octobre à mars, la fructification de juin à août.

### Répartition géographique
- Chine : on le trouve dans les forêts et les fourrés, en dessous de 700 m. On le rencontre dans la province de Guangdong et dans l'île de Hainan.

On le trouve également  en Asie tropicale :
- Indochine : Cambodge, Thaïlande et Vietnam.
- Péninsule Malaise : Indonésie, Malaisie et Singapour.

## Sources
Pour des articles plus généraux, voir Oleaceae et Olea.